# Francesc de March i de Santgenís
Francesc de March i de Santgenís (Reus, 10 de desembre de 1738 - Barcelona, agost de 1815) va ser un noble i comerciant català, fill del comerciant ennoblit Salvador de March i Bellver i germà del militar Josep Ignasi de March i Santgenís i del comerciant Bonaventura de March i Santgenís. Com a primogènit, fou l'hereu del seu pare.

## Biografia
Va estudiar dret a la Universitat de Cervera. El 1766 es va casar a Barcelona amb Maria Francesca de Bassols i de Duran, filla de Joaquim de Bassols i de Colomer, cavaller i doctor en drets.
Després de la mort del seu pare el 1787, va abandonar els negocis més lucratius (arrendaments de rendes senyorials, fabricació i comercialització de vins i aiguardents, etc.) i va portar una vida de gran senyor. A més, va haver de pagar legítimes als seus germans i es va ficar en diversos i costosos plets que el van obligar, els anys 1795 i 1796, a alienar algunes de les seves propietats, com ara la baronia de Biosca i la casa pairal dels March a Reus. Segons Arranz i Fuguet, li mancava la visió del negoci que tenia el seu pare i li sobraven prejudicis, ja que tenia por de ser confós amb un comerciant i volia viure com un noble.
La descendència de Francesc de March i de Maria Francesca de Bassols va ser força nombrosa: es coneix l'existència de Joaquim, Carles, Ramon, Teresa, Francesca, Maria i Miquela de March i de Bassols. Va morir al Palau Marc de la Rambla de Santa Mònica a Barcelona, que ell mateix havia fet construir.